# Калласте, Хейно Петрович
Хе́йно Петро́вич (Пэ́этерович) Ка́лласте (12.12.1924 — 30.09.1991) — директор Винниского опорно-показательного совхоза-техникума Раквереского района, Герой Социалистического Труда.

## Биография
Место рождения: Эстония, Раквереский район, деревня Коону.
Член ВКП(б)/КПСС с 1945 года
С 27 июля 1942 года по 1946 год служил в РККА, участник Великой Отечественной войны: Калининский, Ленинградский, 2-й Прибалтийский фронты, командир стрелкового взвода (призван из Ульяновской области).
Окончил Партийную школу при ЦК КП Эстонии (1950), ВПШ при ЦК КПСС (1957), Эстонскую сельскохозяйственную академию (1969).
Заместитель начальника политотдела Раквереской МТС (1950—1951), председатель Вяэне-Марьяского райисполкома (1951—1952, 1953—1955 и 1957—1959 годы), председатель колхоза «Ыйтсенг» (1955—1957).
С 1959 года директор Винниского опорно-показательного совхоза-техникума Раквереского района.
Герой Социалистического Труда (1965). Награждён орденами Ленина, Отечественной войны II степени, Красной Звезды, Трудового Красного Знамени, «Знак Почёта», двумя золотыми и серебряной медалями ВДНХ.
Депутат Верховного Совета СССР (Совета Национальностей) от Раквереского южного избирательного округа No 473 Эстонской ССР VIII созыва (1970). Делегат XXIII съезда КПСС.
Умер в Таллине 30 сентября 1991 года.

## Сочинения
- Tööpunalipu ordeniga NLKP XXV kongressi nimeline Vinni Näidissovhoostehnikum = Ордена Трудового Красного Знамени Винниский опорно-показательный совхоз-техникум имени XXV съезда КПСС / [Heino Kallaste] ; Eesti NSV Põllumajandusministeerium, informatsiooni ja juurutamise valitsus. Eesti NSV Põllumajandusministeerium, 1980. 31, [1] lk. : ill. ; 19 cm.
- Ордена Архивная копия от 15 мая 2019 на Wayback Machine